# Robert Ridgway
Robert Ridgway (2 de julho de 1850 — 25 de março de 1929) foi um ornitólogo estadunidense que descobriu a S. c. guadeloupensis.